# Epifanij Akulov
Epifanij Akulov al secolo Igor' Aleksandrovič (in russo И́горь Алекса́ндрович Аку́лов?; Novo-Nikitskoe, 13 aprile 1897 – Leningrado, 27 agosto 1937) è stato un presbitero e religioso russo appartenente alla chiesa greco-cattolica russa, vittima delle persecuzioni sovietiche, fucilato in Unione Sovietica, servo di Dio.

## Biografia
Nacque in una famiglia di contadini ortodossi russi. Dal giugno 1919 fu al servizio nell'Armata Rossa fino al gennaio 1920, quando entra come novizio nell'Monastero di Aleksandr Nevskij a San Pietroburgo, qui il 2 giugno 1921 riceve la tonsura monastica  con il nome di Epifanij. Nell'estate del 1922 incontra l'esarca cattolico Leonid Fedorov e decide di passare, assieme alla madre, al cattolicesimo di rito bizantino. 
Nell'estate del 1922 Epifanij viene ordinato sacerdote cattolico di rito bizantino dal vescovo Jan Cepljak.
Il primo arresto risale al maggio 1923, e il sacerdote viene liberato dopo un mese. Nel novembre dello stesso anno viene arrestato per la seconda volta e condannato a 10 anni di lager, come capo di un gruppo di cattolici controrivoluzionari. Dopo quattro anni, prima del tempo, viene liberato dal carcere ma condannato al confino in Siberia, dove rimane fino al 1933. Ritornato a Leningrado è costretto a cambiare frequentemente chiesa, a causa dello stretto controllo del regime comunista.
Nel luglio 1937 un gruppo di suoi parrocchiani viene arrestato per attività antisovietica. Epifani decide di presentarsi spontaneamente alla polizia per condividere la sorte dei suoi fedeli. Viene fucilato il 27 agosto 1937.
Viene riabilitato il 31 maggio 1989.
Nel 2003 la Santa Sede concesse il nihil obstat all'apertura dell'inchiesta diocesana per la causa di beatificazione.